# Bisápur
Bisápur (középperzsa: Bay-Šāpūr; újperzsa: بیشاپور, Bishâpûr) ősi város a Szászánida-kori Perzsiában (Irán), a Persis (Fársz tartomány) és Elam (Ilám tartomány) városokat összekötő régi út mentén. Az út összekapcsolta a Szászánida Birodalom fővárosait, Estakhrt (Perszepolisz közelében) és a Bagdad (Irak) közeli Ktésziphónt. Bisápur a modern Faliyan városától délre található Fársz tartományban, Kazerun megyében.
A város egy folyami átkelőhely közelében épült. Ugyanazon a helyszínen egy erődítmény is található sziklába vájt víztározókkal. A folyó völgyében hat szászánida korból származó szikladombormű is látható.
A város legfőbb nevezetessége a perzsa szászánida, valamint a római művészet és építészet kombinációja, amellyel Bisápur építése előtt nem találkozni. Azelőtt szinte minden perzsa nagyváros kör alakú volt, mint Firuzábád vagy Darab óvárosa. Bisápur az első város, ahol a városszerkezet kialakítása során függőleges és vízszintes utcákat is létrehoztak.

## Története
A város neve Bay-Šāpūr, azaz a „Sápur városa” elnevezésből származik. Nem teljesen új település, találtak régészeti maradványokat a Pártus Birodalomból és az Elámi Királyságból is.
Egy felirat szerint a várost 266-ban alapította I. Sápúr (241-272) második szászánida király, aki háromszor is vereséget mért a Római Birodalomra. Legyőzte III. Gordianus és Philippus Arabs római császárt, Valerianus római császár pedig I. Sápúr királytól elszenvedett veresége (260) után annak fogságában halt meg, megalázó körülmények közt. Ezt a diadalt örökíti meg Sápúr Nags-e-Rosztami szikladomborműve.
I. Sápur Fársz tartományból származott, ahol új fővárost építtetett: Bisápurt, 'Sápur városát', amely az ő ambícióit hirdette. A városon kívül Sápur a Bisápur folyó szurdokának egyik  oldalát hatalmas történelmi domborművekkel díszíttette, megörökítve a rómaiakon aratott háromszoros győzelmét. Ezek közül az egyik relief félkör alakú, katonák és lovak képeivel illusztrált képsora a római Traianus oszlopán található elbeszélő jelenetek szándékos utánzata.
Bisápurban vezették be a király beiktatásának hagyományos szászánida ábrázolásmódját is, amelyet az utódai később már másoltak: a király és az Isten (többnyire Ahura Mazdá), gyakran lóháton, egymás szemébe néznek, és az Isten nyújtja a királyi koronát az uralkodó felé.
A városban van a figyelemre méltó Sustari gáthíd (Band-e Kaiszar), amit a Valerianus császár vereségével végződő edesszai csata után elfogott római katonák építettek 260-ban. Bisápur fontossága Perzsia arab meghódítása után is megmaradt egészen a 7. század második negyedéig, de egészen a tizedik századig éltek itt emberek. A városnak négyszögletes alaprajzú, a városi utcák rácsminta-szerűen helyezkednek el hasonlóan az ókori római városokhoz. Ez az elrendezés egyedülálló az iráni építészetben.

## Ásatások és kutatások
Az 1930-as években a terület megtisztítását az orosz-francia régész, Roman Ghirshman végezte. A brit Georgina Herrmann könyvet írt a Bisápur környéki sziklába vésett szászánida-kori domborművekről, ami 1980-ban jelent meg.

## Kialakítás
Az ásatások főleg a királyi szektorra irányultak a város keleti részén. A palota közelében épült egy víztemplom, amelyet Anahita templomaként értelmeznek. A központban egy kereszt alakú tér van, nyolc nagy négyzet alakú exedrae kialakítással, 64 alkóvval. A francia régészek úgy vélték, hogy ezt kupolatetővel borították, amit a későbbiekben a rekonstrukció során elutasítottak. Nyugaton fekszik egy mozaikokkal díszített udvar, keletre egy négyzet alakú íván, amelyet fogadóteremként használtak. A falakat kis stukkódíszítések boríthatták: medalionok sora, lombok sávja és az akhaimenida építészetéből örökölt merlonok. Ezeket a dekorációs technikákat a perzsák még az iszlám hódítás után is használták.
A padlót fekete márványlapokkal burkolták, mozaik szegéllyel. A falak mentén egy keskeny sáv fut, amely egy sor fejet és maszkot tartalmaz, szemközti vagy profil nézetben, fehér alapon. Az egyes fülkék tetején képek vannak átlátszó fátyolba öltözött nőkről, valószínűleg kurtizánokról, zenészekről, táncosokról, virágfüzéreket lengető nőkről, valamint néhány gazdagon öltözött nemes hölgyről.

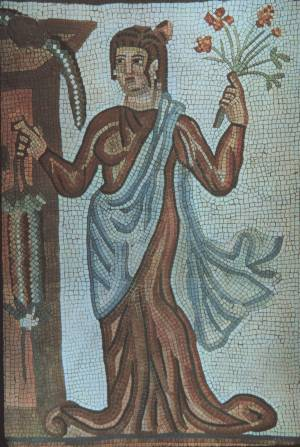
Perzsa-római padlómozaik részlet I. Sápúr palotájából, Bisápurból. Jelenleg az Iráni Nemzeti Múzeumban látható.
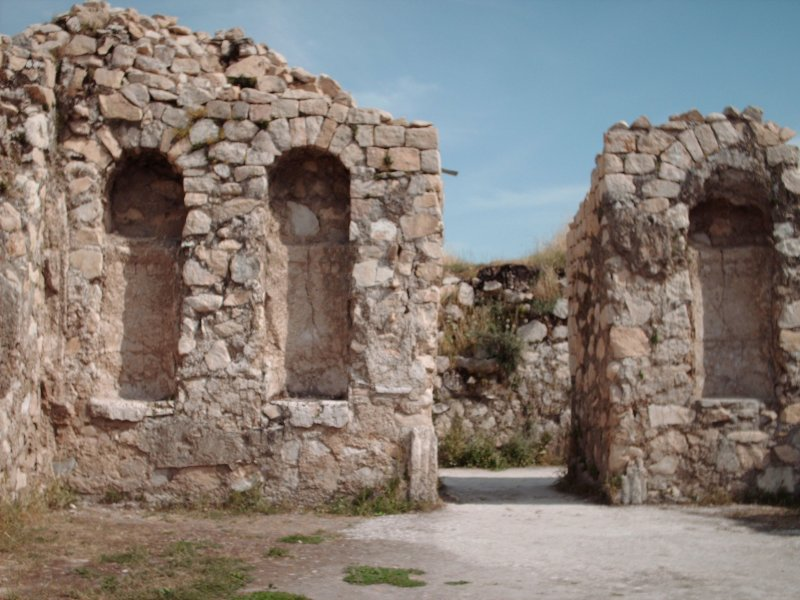
A Sápúr-palota romjai Bisápurban
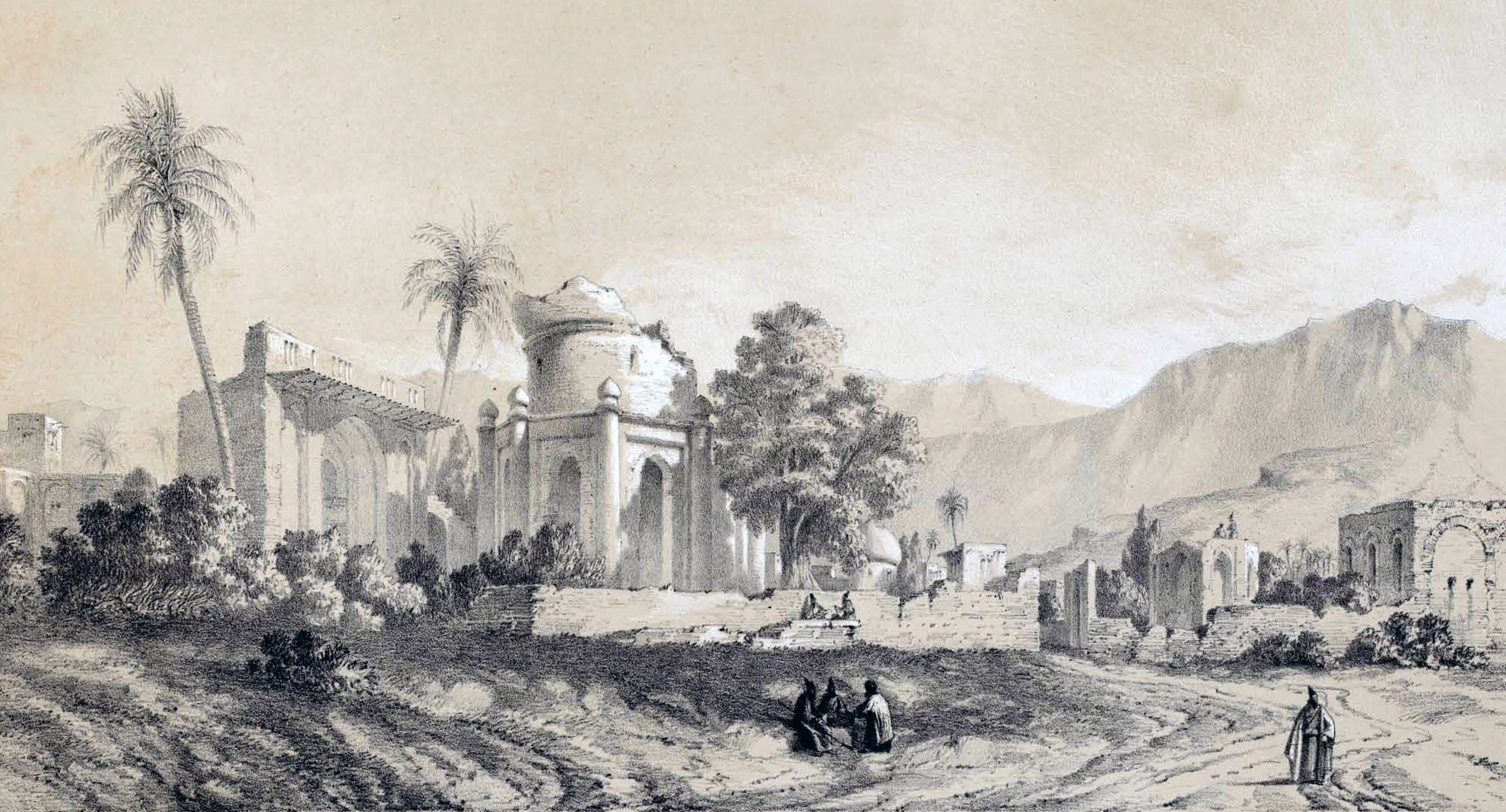
Bisápur 1840-ben; Eugène Flandin illusztrációja a "Perzsiai utazás" (Voyage en Perse) című könyvben
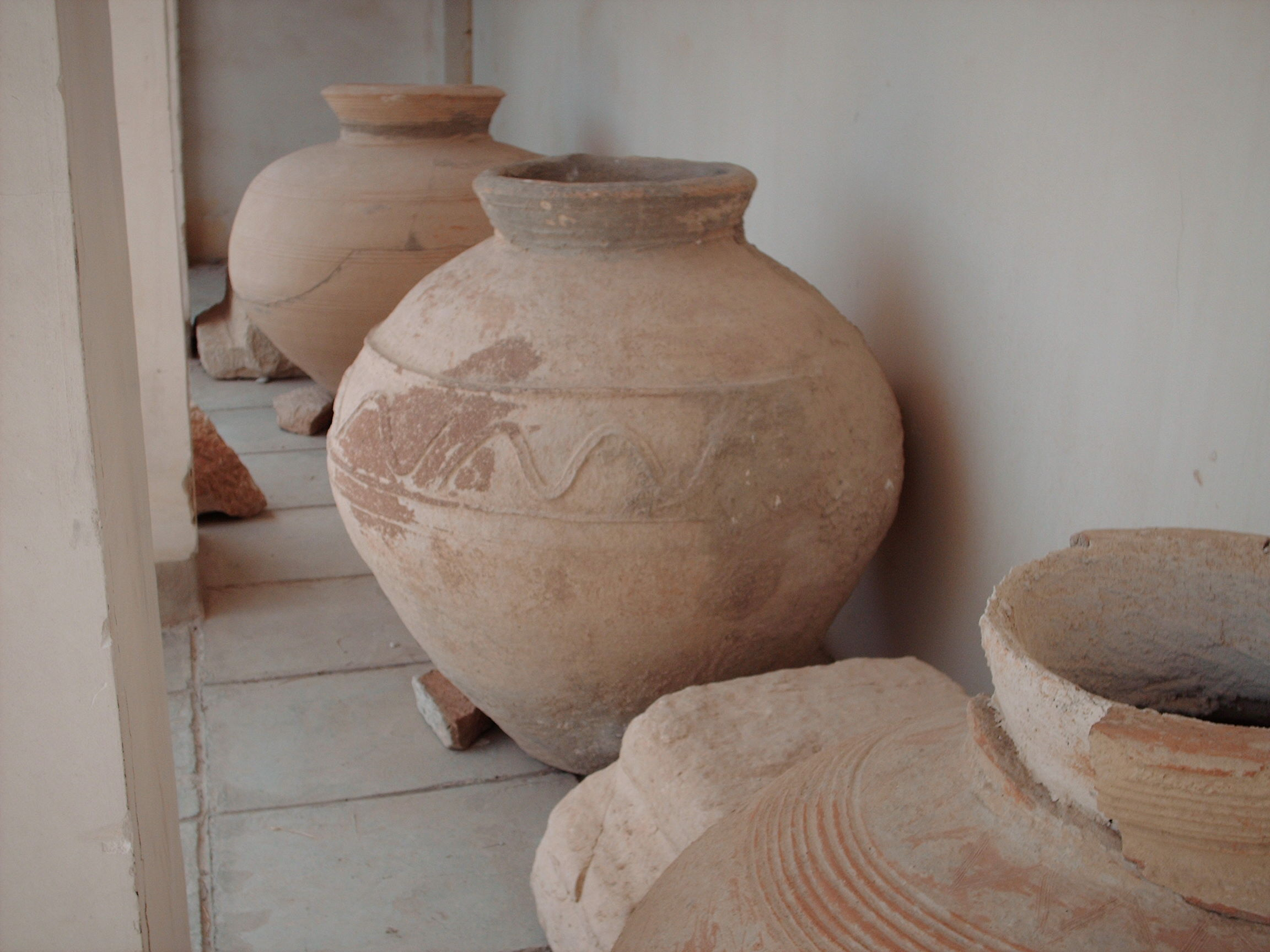
Jarres felfedezése Bisápurban

## Fordítás
- Ez a szócikk részben vagy egészben  a   Bishapur című angol Wikipédia-szócikk ezen változatának fordításán alapul.  Az eredeti cikk szerkesztőit annak laptörténete sorolja fel. Ez a jelzés csupán a megfogalmazás eredetét és a szerzői jogokat jelzi, nem szolgál a cikkben szereplő információk forrásmegjelöléseként.